# Bildtafel der Verkehrszeichen in der sowjetischen Besatzungszone und der Deutschen Demokratischen Republik von 1945 bis 1956

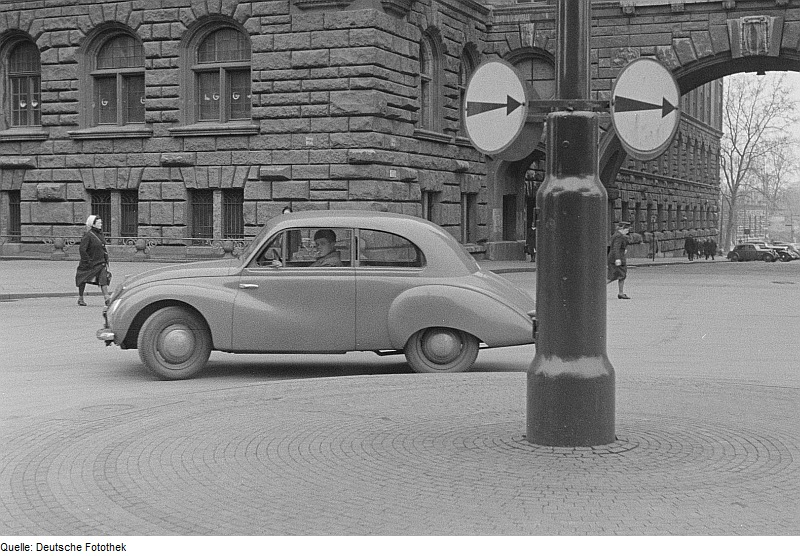
Bild 24 verdeutlicht hier die Fahrtrichtung im Kreisverkehr, Leipzig, 1951

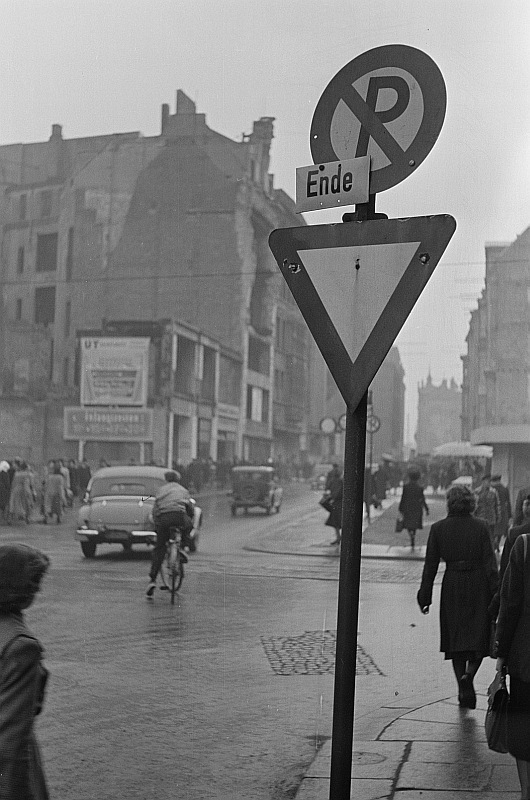
Das Ende des Parkverbots (Bild 23) wird durch ein eher provisorisch angebrachtes Zusatzschild verdeutlicht, darunter befindet sich Bild 30, Leipzig, 1951

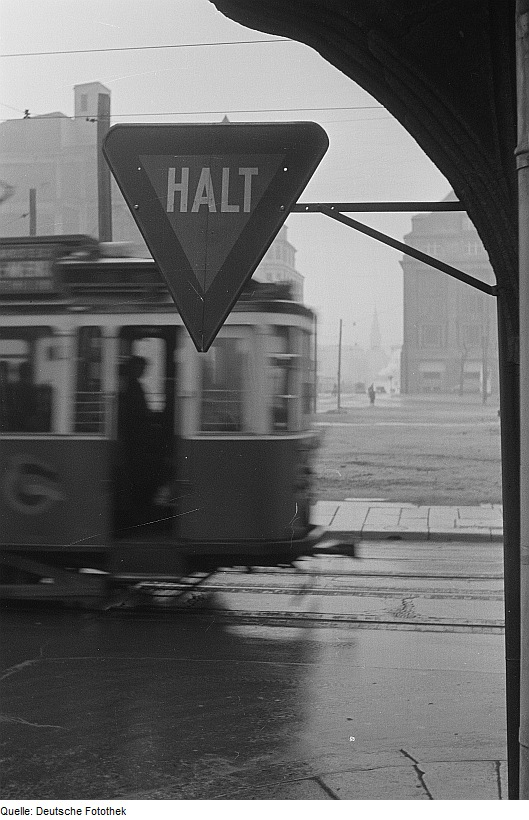
Bild 30a, Leipzig, 1951

Die Bildtafel der Verkehrszeichen in der sowjetischen Besatzungszone und der Deutschen Demokratischen Republik von 1945 bis 1956 zeigt die Verkehrszeichen in der Sowjetischen Besatzungszone bis zur Verordnung der ersten Neufassung der Straßenverkehrs-Ordnung (StVO) in der Deutschen Demokratischen Republik (DDR) im Jahr 1956.
Bis zur vollständigen Besetzung Deutschlands behielt die Straßenverkehrs-Ordnung von 1937 mit ihren bis 1944 erfolgten Novellen ihre Gültigkeit, doch schon kurz nach der Eroberung einzelner Städte und Regionen begann die Demontage der nationalsozialistischen Symbole. Spätestens mit dem am 10. Oktober 1945 erlassenen Kontrollratsgesetz Nr. 2 verkündete der Alliierte Kontrollrat das Verbot der Nationalsozialistischen Deutschen Arbeiterpartei einschließlich ihrer angeschlossenen Organisationen. Das Verbot untersagte auch den Gebrauch des Hakenkreuzes. Spätestens damit wurde das 1943 erlassene Verkehrszeichen Bild 34a Rufstelle des NSKK-Verkehrshilfsdienstes ungültig.
Grundsätzlich galten die StVO als auch die Straßenverkehrs-Zulassungs-Ordnung (StVZO) aus dem Jahr 1937 bis auf die Einführung der im sowjetischen Sektor von Berlin ohnehin nicht übernommenen DDR-Novelle zur StVO vom 6. Februar 1953 unverändert fort und wurde erst mit der neuen Straßenverkehrs-Ordnung vom 4. Oktober 1956 außer Kraft gesetzt. Statt der Novelle waren im sowjetischen Sektor von Berlin von 1949 bis 1956 einige ergänzende Polizeiverordnungen zur StVZO von 1937 ergangen. Diese hatten jedoch keinen Einfluss auf die Verkehrszeichen.
Schon sehr früh bemühte sich die sowjetische Besatzungsmacht um einen anhaltenden Verkehrsfluss, der zunächst hauptsächlich ihrer unverzögerten militärischen Operationsfähigkeit dienen sollte. Unter anderem auch in diesem Sinne erließ der Chef der NKWD-Truppen in Deutschland, Pawel Michailowitsch Simin und Stabschef Anatoly Wolkow am 27. April 1945 eine Ordnung zur Dienstausübung in Berlin an ihre Soldaten. Die Grenzkontrollposten hatten dabei darauf zu achten, dass keine nachlässig oder unsauber ausgeführten Verkehrsschilder aufgestellt wurden. Verschiedene Fotografien aus der Sowjetzone belegen beispielsweise Autobahnschilder, die in sorgfältiger Ausführung und angeglichen an die deutschen Vorkriegsvorschriften, in kyrillischen und teilweise lateinischen Lettern Nah- und Fernziele angaben.

## Farben
Bereits kurz nach Gründung der DDR wurden Überlegungen laut, sich von den bisher gültigen deutschen Industrienormen und Farbstandards zu lösen, wie sie in der Bundesrepublik Deutschland weiterhin in Kraft geblieben waren. Diese Maßnahmen zielten unter anderem darauf, die Souveränität und Unabhängigkeit des neuen Staates zu unterstreichen. Die Arbeit an der neuen Industrienormierung wurde zu einem der großen Projekte des Landes. Die Masse der alten Normen, die neu zu definieren waren, sowie die sich ständig ändernden Vorgaben durch Neuerungen in der Forschung und Technik machten dieses Werk bis zum Ende der Deutschen Demokratischen Republik zu einer Sisyphusarbeit. Das neue System TGL (Technische Normen, Gütevorschriften und Lieferbedingungen) wurde erstmals ab 1955 der westdeutschen DIN-Norm gegenübergestellt. Erst mit der Typfarbkarte 5/62, die 1962 erschien, kam eine erste DDR-eigene Farbnormierung zum Tragen. Bis dahin orientierten sich die Farbgebungen am RAL-Farbtonregister 840 R, das 1940, während des Zweiten Weltkriegs, erschienen war.
Folgende Farbtöne waren im Farbtonregister 840 R für die Verkehrszeichen festgelegt. In Klammern stehen die heutigen Farbnamen, die es damals noch nicht gab.
- Rot: RAL 2002 (Blutorange)
- Gelb: RAL 2007 (Leuchthellorange)
- Blau: RAL 5002 (Ultramarinblau)

Mit der Normierung der Emailfarben durch den RAL ab 1940 war es möglich geworden, vielen dieser Art gefertigten Verkehrsschilder eine einheitliche Farbgebung zu geben.
Von Bedeutung für die Beurteilung der Farben auf den frühen Verkehrszeichen in Ostdeutschland ist die Tatsache, dass aufgrund der Mangelwirtschaft deutliche Abweichungen von den Vorkriegsvorgaben auftreten konnten. Auch die Hauptsiegermächte, in diesem Fall insbesondere die Vertreter der Sowjetunion, hielten sich bei neu beauftragten Zeichen stellenweise nur andeutungsweise an die RAL-Farbgebung.

## Typographie

Beispiel mit der Fetten Mittelschrift DIN 1451

Die typographische Grundlage bildete das 1932 erstmals erschienene Normblatt DIN 1451. Als Empfehlung war 1937 im Reichsgesetzblatt festgelegt worden, dass die dort enthaltenen Schriften eine Mindeststrichstärke von 7 Millimeter einhalten sollten. Die auf den Verkehrsschildern erscheinenden Zahlen sollten die Höhe der Versalien besitzen. Große Buchstaben hatten dabei nicht unter 50 Millimeter und Kleinbuchstaben nicht unter 35 Millimeter hoch abgebildet werden. Ausnahmen von diesen Regelungen wurden auf eigenen Musterblättern dargelegt.
Da insbesondere typographische Zeichen zur damaligen Zeit oft noch von Schildermalern erstellt wurden, konnte es zu deutlichen Abweichungen im Schriftbild und der Ausprägung einzelner Buchstaben kommen.

## I. Warnzeichen
(Bilder 1 bis 10)

Bild 1 Allgemeine Gefahrenstelle
Bild 2 Querrinne
Bild 3 Kurve
Bild 4 Kreuzung
Bild 5 Beschrankter Eisenbahnübergang
Bild 6 Unbeschrankter Eisenbahnübergang
Bild 7 Dreistreifige Bake (links) – vor unbeschranktem Übergang
Bild 8 Dreistreifige Bake (rechts) – vor beschranktem Übergang
Bild 9 Zweistreifige Bake (links)
Bild 10 Einstreifige Bake (rechts)

## II. Gebots- und Verbotszeichen
(Bilder 11 bis 31)

Bild 11 Verkehrsverbot für Fahrzeuge aller Art
Bild 12 Verbot einer Fahrtrichtung oder Einfahrt
Bild 13 Verkehrsverbot für Kraftwagen
Bild 14 Verkehrsverbot für Krafträder
Bild 15 Verkehrsverbot an Sonn- und Feiertagen
Bild 16 Verkehrsverbot an Sonn- und Feiertagen
Bild 17 Gebot für Radfahrer, Verbot für alle anderen Verkehrsteilnehmer, den bezeichneten Weg oder Straßenteil zu benutzen
Bild 17 Gebot für Reiter, Verbot für alle anderen Verkehrsteilnehmer, den bezeichneten Weg oder Straßenteil zu benutzen[10]
Bild 17 Gebot für Fußgänger, Verbot für alle anderen Verkehrsteilnehmer, den bezeichneten Weg oder Straßenteil zu benutzen[10]
Bild 18 Verkehrsverbot für Fahrzeuge über ein bestimmtes Gesamtgewicht
Bild 19 Verkehrsverbot für Fahrzeuge über eine bestimmte Breite
Bild 20 Verkehrsverbot für Fahrzeuge über eine bestimmte Höhe
Bild 21 Verbot der Überschreitung bestimmter Fahrgeschwindigkeiten
Bild 22 Halteverbot
Bild 23 Parkverbot
Bild 24 Vorgeschriebene Fahrtrichtung – Rechts
Bild 25 Vorgeschriebene Fahrtrichtung – Geradeaus
Bild 26 Vorgeschriebene Fahrtrichtung – Rechts abbiegen
Bild 27 Vorgeschriebene Fahrtrichtung – Rechts abbiegen oder geradeaus
Bild 28 Einbahnstraße
Bild 29 Haltzeichen an Zollstellen
Bild 30 Vorfahrt auf der Hauptstraße achten!
Bild 30a Halt! Vorfahrt auf der Hauptstraße achten!
Bild 30b Skizze für die Kennzeichnung einer Straße, auf der zur Beachtung der Vorfahrt gehalten werden muss
Bild 31 Droschkenplatz

## III. Hinweiszeichen
(Bilder 32 bis 52)

Bild 32 Parkplatz
Bild 33 Vorsichtszeichen
Bild 33 Vorsichtszeichen „Schule“
Bild 34 Hilfsposten
Bild 34 Hilfsposten (mit Pfeil rechtsweisend)[11]

### Zeichen für Laternen, die nicht die ganze Nacht über brennen
(Bilder 35 bis 36)

Bild 35 Ring für Laternenpfähle
Bild 36 Schild für Laternen an Überspannungen

### Ortstafel
(Bilder 37 bis 38)
Anstelle des Verwaltungsbezirks konnte in den Grenzräumen seit Einführung der am 1. Januar 1938 gültig gewordenen StVO gegebenenfalls der Begriff „Zollgrenzbezirk“ angegeben werden. Hierzu gab es kein eigenes Bild in der Vorschrift.

Bild 37 Vorderseite
Bild 38 Rückseite

### Wegweiser für Reichsstraßen (offiziell ab 1953: Fernverkehrsstraßen)
(Bilder 39 bis 41)

Bild 39
Bild 40
Bild 41

### Wegweiser für sonstige befestigte Straßen

Bild 42

### Wegweiser für unbefestigte Straßen

Bild 43

### Reichsstraßen-Nummernschild  (offiziell ab 1953: Fernverkehrsstraßen-Nummernschild)

Bild 44

### Zeichen für Ring- oder Sammelstraßen für Fernverkehr

Bild 45

### Vor-Wegweiser
(Bilder 46 bis 51)

Bild 46
Bild 47
Bild 48
Bild 49
Bild 50
Bild 51

### Zeichen für Hauptverkehrsstraßen

Bild 52

## IV. Zeichen zur Leitung des Verkehrs bei Straßensperrungen
(Bilder 53 bis 58)

### Signalscheiben auf Drehgestellen zur Verkehrsregelung bei halbseitigen Sperrungen
(Bilder 53 bis 54)

Bild 53

### Wegweiser für Umleitungen
(Bilder 55 bis 56)

Bild 55 Umleitung mit Umleitungspfeil
Bild 56 Umleitung ohne Umleitungspfeil

## Unnummerierte, aber ab 1. Januar 1938 ebenfalls gültig gewordene Zeichen

Verkehrsverbot für Kraftwagen und Krafträder[10]
Verkehrsverbot für Kraftwagen und Krafträder an Sonn- und Feiertagen[10]
Übergang für Fußgänger (mit Pfeil rechtsweisend)[11]
Verkehrsverbot für Fahrräder[11]

## Zusatztafeln

Anfang Beginn einer Verbotsstrecke; unterhalb von Bild 22 oder Bild 23
Verlauf der Verbotsstrecke; unterhalb von Bild 22
Verlauf der Verbotsstrecke; unterhalb von Bild 23
Ende Ende einer Verbotsstrecke; unterhalb von Bild 22 oder Bild 23
Bild 1 mit Zusatztafel Gefällstrecke

## Nicht in der StVO aufgeführt, aber im Reichsverkehrsblatt veröffentlichte Zeichen
Folgende Zeichen wurden im Reichsverkehrsblatt 1939 veröffentlicht, sind in der Straßenverkehrs-Ordnung jedoch nicht enthalten gewesen.

Haltestellenzeichen für Straßenbahnen nach Anlage 1 (Durchmesser 350 mm)
Haltestellenzeichen für Straßenbahnen nach Anlage 1 (Durchmesser 450 mm)
Haltestellenzeichen für Kraftfahrlinien nach Anlage 2 (Durchmesser 250 mm)
Haltestellenzeichen für Kraftfahrlinien nach Anlage 2 (Durchmesser 350 mm)
Beispiel eines Haltestellenzeichen für Kraftfahrlinien der Kraftpost. Die Kraftpost wurde 1953 in der DDR aufgelöst.[14]
Haltestellenzeichen für Straßenbahnen nach Anlage 4 (Doppelhaltestelle)

## Leitsteine
Die Bestimmungen der Vorläufigen Richtlinien für den Ausbau der Landstraßen (RAL 1937) vom Dezember 1942 galten in der DDR weiter. Sie wurden lediglich textlich leicht modifiziert, wie das Fachbuch Linienführung im Straßenbau vom März 1956 bestätigt. Danach sollten die „Leitsteine“ möglichst aus hellem und wetterbeständigen Naturstein hergestellt werden. Betonsteine sollten nur in Ausnahmefällen Verwendung finden, beispielsweise wenn Natursteine fehlten oder deren Frachtkosten zu hoch seien. Es galten auch weiterhin die bereits 1942 festgelegten Sicherungen für den Verkehr:
1. Leitsteine und Leitpflöcke,
2. Baumspiegel,
3. Schutzanlagen (Geländer und Brüstungen),
4. Trennstriche.
Auch die Abmessungen der Steine und die farbliche Gestaltung blieben identisch, wobei auf eine Abbildung – wie 1942 – verzichtet werden konnte.

Bild 34a Leitsteine nach Tafel VIII zu RAL 1937 vom Dezember 1942

## Kennzeichen für Wegübergänge in Schienenhöhe
Diese Zeichen für Wegübergänge waren nicht in die Straßenverkehrsordnung aufgenommen worden, sondern gehörten zur Eisenbahn-Bau- und Betriebsordnung.

### Warnkreuze

Warnkreuz für beschrankten ein- oder mehrgleisigen Bahnübergang mit Fahrleitung
Warnkreuz für beschrankten ein- oder mehrgleisigen Bahnübergang
Warnkreuz für unbeschrankten eingleisigen Bahnübergang
Warnkreuz für unbeschrankten mehrgleisigen Bahnübergang
Das Warnkreuz gilt nur in Richtung des Pfeils
Beschrankter Wegübergang ein- oder mehrgleisig vor einer Reichsbahn-Einheitsschranke

### Warnlichter

Betriebszeichen an eingleisiger Bahn
Warnzeichen bei Annäherung eines Zugs auf mehrgleisiger Bahn
Warnzeichen bei Annäherung zweier Züge auf mehrgleisiger Bahn

### Ältere Warnlichter, die noch nicht abgebaut waren
Diese Zeichen gehörten nicht zur Eisenbahn-Bau- und Betriebsordnung

Warnkreuz mit Doppelwarnlicht für unbeschrankten eingleisigen Bahnübergang
Warnkreuz mit Doppelwarnlicht für unbeschrankten mehrgleisigen Bahnübergang
Warnkreuz mit weißem Warnlicht für unbeschrankten eingleisigen Bahnübergang
Warnkreuz mit rotem Warnlicht für unbeschrankten eingleisigen Bahnübergang
Warnkreuz mit rotem Warnlicht, Leuchtaufschrift und Wecker für unbeschrankten mehrgleisigen Bahnübergang
Neuere Ausführung des Warnsignalschirms für unbeschrankten eingleisigen Bahnübergang

## StVO-Novelle 1953
Im Gesetzblatt der Deutschen Demokratischen Republik wurde 1953 erstmals eine am 6. Februar 1953 verkündete Verordnung zur Änderung der Verordnung über das Verhalten im Straßenverkehr veröffentlicht. Unterzeichnet hatte dieses Dokument der damalige Ministerpräsident Otto Grotewohl sowie der Chef der Deutschen Volkspolizei, Karl Maron, im Auftrag des Ministeriums des Inneren. Die Verordnung blieb bis zur grundlegenden Überarbeitung der StVO, die 1956 veröffentlicht wurde, die einzige DDR-Novelle zur Straßenverkehrs-Ordnung von 1937. In der Novelle von 1953 wurde unter anderem festgelegt, dass Benutzer von Hauptstraßen die Vorfahrt besitzen. Hauptstraßen waren:
- a) Fernverkehrsstraßen (einschl. Ortsdurchfahrten), gekennzeichnet durch die Nummernschilder (Anl. I, Bild 44 STVO) und durch das Schild „Ring- oder Sammelstraßen für Fernverkehr“ (Anl. I, Bild 45 STVO);
- b) Hauptverkehrsstraßen, gekennzeichnet durch ein auf der Spitze stehendes Viereck (Anl. I, Bild 52 STVO);
- c) ferner an einzelnen Kreuzungen und Einmündungen: Straßen, bei denen auf den einmündenden oder kreuzenden Straßen auf der Spitze stehende Dreiecke „Vorfahrt auf der Hauptstraße achten“ (Anl. I, Bild 30 STVO) oder „Halt, Vorfahrt auf der Hauptstraße achten!“ (Anl. I, Bild 30 a STVO) angebracht sind.

Durch diese Veränderungen wurde auch das Wort Reichsstraße offiziell aus dem StVO-Katalog gestrichen und an seiner statt das in der ersten Straßenverkehrs-Ordnung des Deutschen Reiches von 1934 verwendete Wort Fernverkehrsstraße wiedereingeführt. Die Novelle wurde im sowjetischen Sektor von Berlin nicht gültig.

## Autobahnbeschilderung
Wie eine DDR-Studie aus dem Jahr 1988 festhielt, erbte der neue Staat aus den Liegenschaften des Dritten Reichs eines der „dichtesten und bestausgebautesten Straßennetze der Welt“. Insgesamt verfügte die Deutsche Demokratische Republik bei ihrer Gründung 1949 über 1.378 Kilometer Reichsautobahn mit 904 Brücken. Zumeist deutsche Verbände hatten in den letzten Kriegswochen noch rund 80 dieser Übergänge zerstört. Die sowjetische Militärregierung wollte diese Brücken schnellstmöglich wenigstens einspurig befahrbar machen. Allerdings stand ein Weiterbau an den Autobahnen des Landes bis 1958 nicht auf der Planungsliste der Fachabteilung Eisenbahn, Transport- und Verbindungswesen im Zentralkomitee der Sozialistischen Einheitspartei Deutschlands. Neben den wenigen privaten Fahrzeugen wurden die immer weiter verfallenden Autobahnen bis weit in die 1950er Jahre auch von Radfahrern und Fußgängern mit Handwagen genutzt. Diese gesetzlich verbotene Zweckentfremdung geschah oft mit Wissen der örtlichen Volkspolizeiposten. Erst 1956 setzten einige Mitarbeiter der Abteilung Straßenwesen im Verkehrsministerium eine „Denkschrift über die Lage des Straßenwesen in der DDR“ auf, welche die „sofortige“  Sanierung von Straßen und Brücken forderte. Für die Autobahnen fand die Straßenverkehrsordnung sinngemäß ihre Anwendung.

### Tafeln im Mittelstreifen

Autobahnausfahrt-Ankündigungstafel – hier mit der Zusatztafel Tankstellenvorankündigung. Das Sinnbild „T“ im Kreis wurde in der BRD bis 1971 verwendet (Frühjahr 1945)

### Tafeln am rechten Fahrbahnrand

Autobahnausfahrt-Vorwegweiser ohne Distanzangaben im Jahr 1945 an der Autobahn München – Berlin
Von der Sowjetarmee angeordneter Autobahnausfahrt-Vorwegweiser bei Olvenstedt – Ebendorf im Jahr 1945
Autobahnausfahrt-Vorwegweiser (1953)[21]
Autobahnausfahrt-Ankündigungstafel; (1953)[21]
Autobahnausfahrt-Ankündigungstafel; 1950er Jahre
Autobahnausfahrt-Ankündigungstafel auf der AVUS im Jahr 1950
Autobahn-Vorankündigung: Wildwechsel durch Rehe auf 500 Metern
Bake: 600 Meter zur Ausfahrt; (1953)[21]
Bake: 400 Meter zur Ausfahrt; (1953)[21]
Bake: 200 Meter zur Ausfahrt; (1953)[21]
Einfahrt
Ausfahrt; (1953)[21]

### Tafeln an Autobahntankstellen

Bild 1 Hinweisschild an einer Autobahntankstellenausfahrt
Bild 2 Wegweiser zur Autobahntankstelle
Bild 3 Pfeilschild „Ausfahrt“ mit Zusatzschild „Tank“

### Kilometersteine im Mittelstreifen

Mustervorgabe des großen Kilometersteins mit Zielortangabe in Richtung Autobahnnullpunkt
Ein 500-Meter-Stein mit Zielortangabe in Richtung Autobahnende